# Venusia brevipectinata
Venusia brevipectinata är en fjärilsart som beskrevs av Louis Beethoven Prout 1938. Venusia brevipectinata ingår i släktet Venusia och familjen mätare. Inga underarter finns listade i Catalogue of Life.